# 海珠区
海珠区，是中国广东省广州市的一个市辖区，位于珠江南面的一片区域，古称为“江南洲”，民国以后俗稱“河南”，是广州『老八区』中的四個老城区之一。海珠區大部分原為農田，後于民末伊始工業發展迅速，工廠林立，但90年代逐漸搬遷，工廠開始拆遷或改建成住宅，海珠區南端則有大量城中村，数量之冠仅次于白云区。
2021年8月17日，海珠區入選賽迪顧問城市經濟研究中心發佈的“2021年賽迪百強區”名單。2022年7月，海珠區入選2022賽迪百強區，排名第40。

## 简介

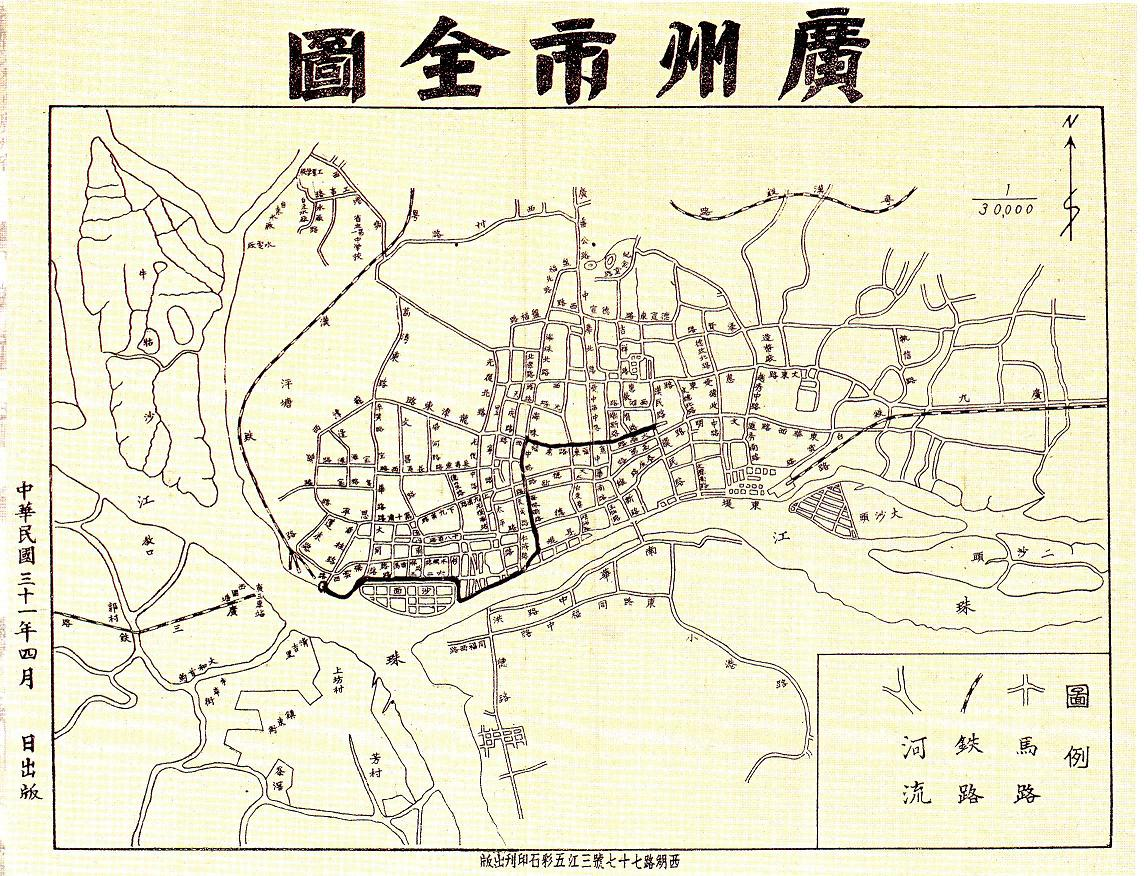
1942年广州市全图，「河南島」在廣州市區南面

广州人习惯上对广州市区珠江以南地区称為「河南」，現在等同海珠區。有俗语称“西关小姐，东山少爷，河南地痞”，可见阶级分别。
海珠区政府旧址所在地为海幢街道宝岗大道1号，原為李福林莊園。2010年2月1日，广州市海珠区人民政府由海幢街道宝岗大道1号搬迁至江海街道广州大道南999号。2023年11月14日，广州市海珠区人民政府海幢街道办事处迁入宝岗大道1号（海珠区政府旧址）。

### “河南”
“河南”之称相传与东汉学者杨孚有关。东汉时，今海珠区下渡是珠江中的一个岛屿。下渡村的杨孚因学识过人，在朝廷官至议郎。后返回广东时，携带洛阳朋友所赠“五鬣松”种在家门口。一次，寒潮侵袭使“五鬣松”挂满霜雪，人们称杨孚将河南洛阳的瑞雪带回广州，便把下渡称为“河南”。后来演变为泛指珠江南岸的地区。由于有“河南”，广州人习惯上又把珠江北岸称为“河北”。
古今人物：
- 楊孚
- 梁方仲
- 梁承鄴

## 行政区划

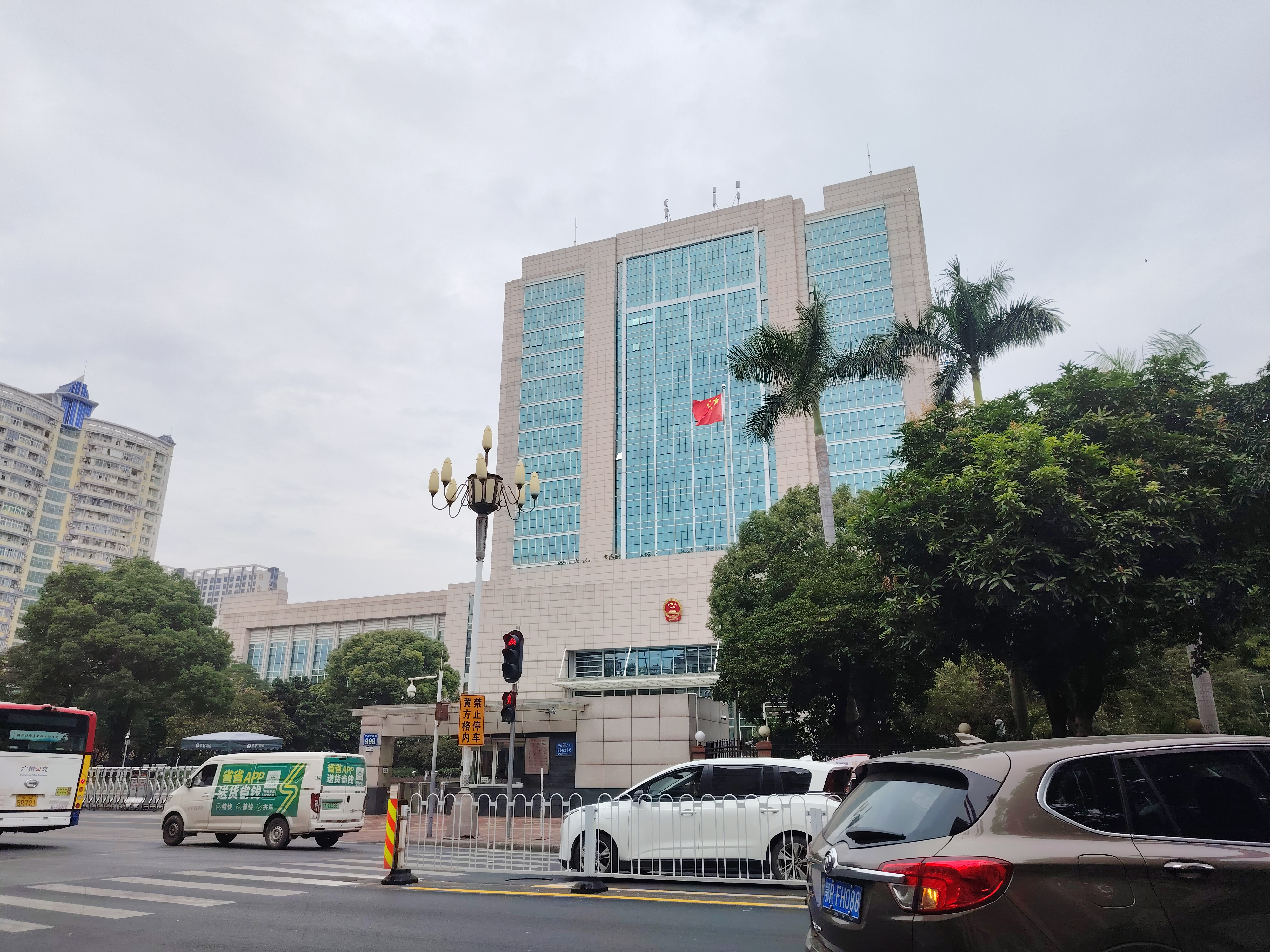
海珠区人民政府

海珠区辖赤岗、新港、滨江、素社、江南中、海幢、南华西、昌岗、沙园、龙凤、瑞宝、江海、凤阳、南石头、琶洲、华洲、官洲及南洲18个街道办事处及257个居委会。

## 人口
根據第七次全国人口普查數據，截至2020年11月1日零時，海珠區常住人口為1819037人。

## 建置隶属

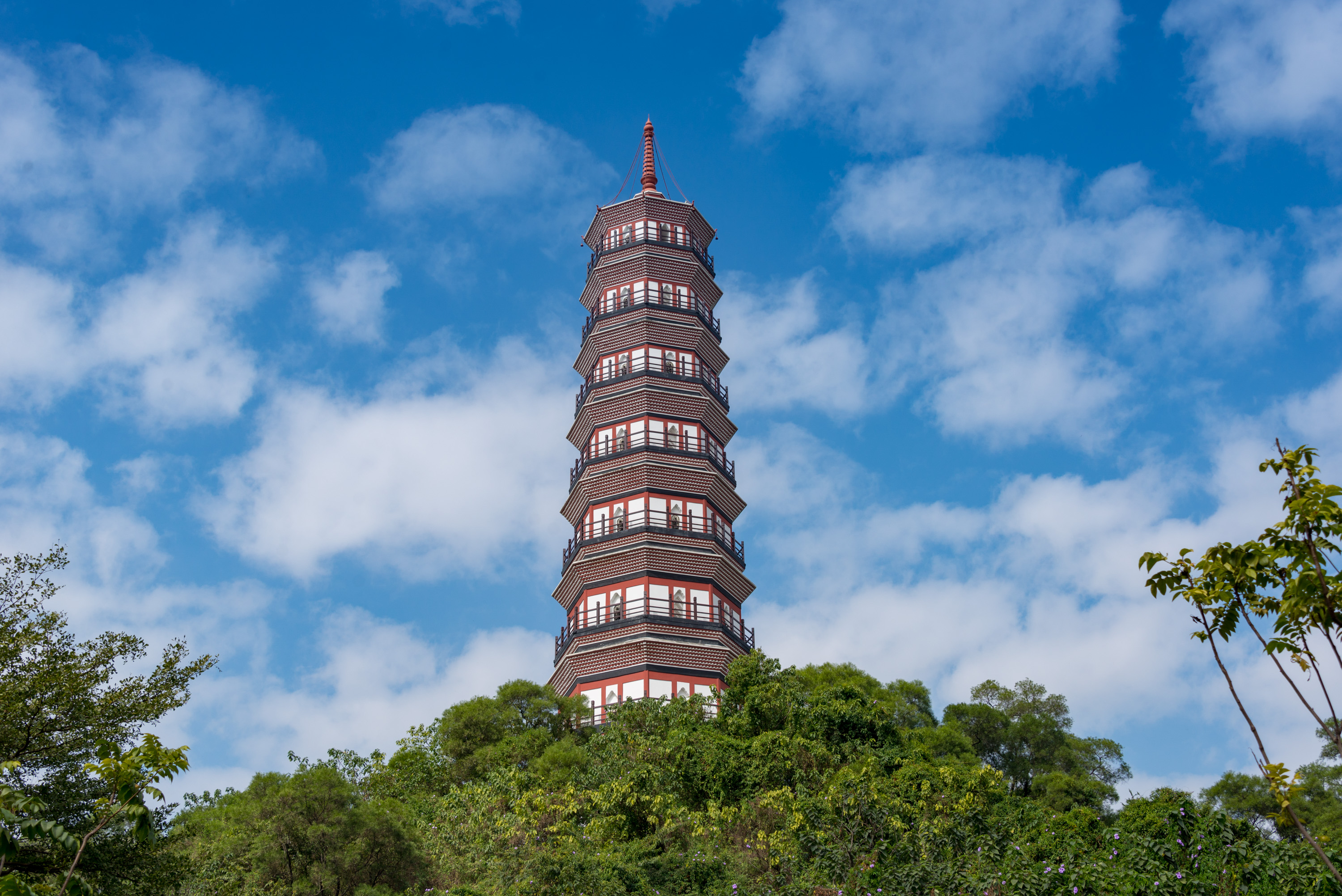
琶洲塔

海珠地区（河南地区）春秋时为百越地，战国时期属楚。
秦代始皇三十三年（前214年）设南海郡，海珠地区属南海郡番禺县。
汉高祖三年（前204年），南海郡尉赵佗自立为南越武王，后称南武帝，属南越国番禺。
汉元鼎六年（前111年），汉军平南越国，复置南海郡，属南海郡番禺县。
三国黄武五年（226年），东吴划合浦以北为广州，辖南海等4郡，属广州南海郡番禺县。
隋代开皇十年（590年），撤番禺县为南海县，属广州总管府南海县，唐代武德四年（621年）复置番禺县（另有一说是长安三年，即公元703年），仍属广州番禺县，当时县治设在“江南洲”（今海珠地区）。
宋开宝五年（972年），番禺县并入南海县，属广州府南海县。此后，从明、清时期至民国初年，海珠地区一直隶属番禺县管辖。
民国10年（1921），海珠地区的城区（市区）部分划归广州市管辖，广州市区界线至河南小港（今云桂晓港公园附近）。
民国26年7月，原属番禺县的河南乡村（今新滘地区）部分划归广州市管辖。至此，整个海珠地区已隶属广州市管辖。
抗日战争时期，河南乡村部分暂归番禺县代管，抗战胜利后复归广州市管辖。
中共建国后，1950年7月广州市政府将海珠地区城区部分的3个区合并，成立河南区人民政府。
1955年2月改称河南区人民委员会。
1960年5月实行城市人民公社化，河南区同时称海珠人民公社（仍由区人委行使行政职能）。
1960年8月，河南区人民委员会改称海珠区人民委员会。
文化大革命期间，1967年3月，成立海珠区军事管制委员会。
1968年2月，成立海珠区革命委员会。
1980年7月，撤销革命委员会，改称海珠区人民政府。
2001年12月，撤销新滘镇，设置华洲、官洲2个街道办事处。自此，海珠区共有18个街道。

## 交通

### 地鐵
- █2号线：市二宮站、江南西站、昌崗站、江泰路站、東曉南站、南洲站
- █3号线：廣州塔站、客村站、大塘站、沥滘站
- █4号线：萬勝圍站、官洲站
- █8号线：同福西站、凤凰新村站、沙园站、宝岗大道站、昌崗站、曉港站、中大站、鷺江站、客村站、赤崗站、磨碟沙站、新港東站、琶洲站、萬勝圍站
- █10号线：滨江东路站、中大南门站（暂缓开通）、五鳳站、东晓南站、工业大道南站、大幹圍站
- █11号线：棣園站、燕崗站、江泰路站、五鳳站、逸景路站、上涌站、大塘站、龙潭站、赤沙站、琶洲站
- █12号线：赤岗塔站、赤崗站（暂缓开通）、赤沙站、赤沙滘站、侖頭站、官洲站
- █18号线：龙潭站、磨碟沙站
- █广佛线：沙園站、燕崗站、石溪站、南洲站、沥滘站
- █APM线：廣州塔站

#### 在建線路及車站
同時，亦有規劃8号线南延段、19号线、20号线、23号线、24号线、25号线、26号线及28号线等线路經過海珠區內。

### 公路

#### 主干道
海珠区的主干道有洪德路、滨江路、东晓路、工业大道、宝岗大道、江南大道、广州大道、昌岗路、新港路、南洲路、新滘路等。

#### 高速公路
海珠区的高速公路有华南快速干线、广州环城高速公路、南沙港快速路等。

#### 桥樑及隧道
海珠区的桥梁有鹤洞大桥、人民桥、解放大桥、海珠桥、海印大桥、广州大桥、华南大桥、琶洲大桥、东圃大桥、番禺大桥、洛溪大桥、新光大桥、猎德大桥、丫髻沙大桥。
海珠区的隧道有洲头咀隧道。

## 景点
海珠区的景点有孙中山大元帅府旧址、琶洲塔、赤岗塔、广州塔、太古仓、黄金海岸水上乐园、海珠湖、海珠湿地、广州国际会议展览中心、邓世昌故居、十香园、瀛洲生态公园、莊頭公園等。